# Archives nationales du Bénin
Pour les articles homonymes, voir Archives nationales (homonymie).
 (mai 2021).
La mise en forme du texte ne suit pas les recommandations de Wikipédia : il faut le « wikifier ».
Les points d'amélioration suivants sont les cas les plus fréquents. Le détail des points à revoir est peut-être précisé sur la page de discussion.
- Les titres sont pré-formatés par le logiciel. Ils ne sont ni en capitales, ni en gras.
- Le texte ne doit pas être écrit en capitales (les noms de famille non plus), ni en gras, ni en italique, ni en « petit »…
- Le gras n'est utilisé que pour surligner le titre de l'article dans l'introduction, une seule fois.
- L'italique est rarement utilisé : mots en langue étrangère, titres d'œuvres, noms de bateaux, etc.
- Les citations ne sont pas en italique mais en corps de texte normal. Elles sont entourées par des guillemets français : « et ».
- Les listes à puces sont à éviter, des paragraphes rédigés étant largement préférés. Les tableaux sont à réserver à la présentation de données structurées (résultats, etc.).
- Les appels de note de bas de page (petits chiffres en exposant, introduits par l'outil «  Source ») sont à placer entre la fin de phrase et le point final[comme ça].
- Les liens internes (vers d'autres articles de Wikipédia) sont à choisir avec parcimonie. Créez des liens vers des articles approfondissant le sujet. Les termes génériques sans rapport avec le sujet sont à éviter, ainsi que les répétitions de liens vers un même terme.
- Les liens externes sont à placer uniquement dans une section « Liens externes », à la fin de l'article. Ces liens sont à choisir avec parcimonie suivant les règles définies. Si un lien sert de source à l'article, son insertion dans le texte est à faire par les notes de bas de page.
- La présentation des références doit suivre les conventions bibliographiques. Il est recommandé d'utiliser les modèles {{Ouvrage}}, {{Chapitre}}, {{Article}}, {{Lien web}} et/ou {{Bibliographie}}. Le mode d'édition visuel peut mettre en forme automatiquement les références.
- Insérer une infobox (cadre d'informations à droite) n'est pas obligatoire pour parachever la mise en page.

Pour une aide détaillée, merci de consulter Aide:Wikification.
Si vous pensez que ces points ont été résolus, vous pouvez retirer ce bandeau et améliorer la mise en forme d'un autre article.
 (mai 2021).
Si vous disposez d'ouvrages ou d'articles de référence ou si vous connaissez des sites web de qualité traitant du thème abordé ici, merci de compléter l'article en donnant les références utiles à sa vérifiabilité et en les liant à la section « Notes et références ».

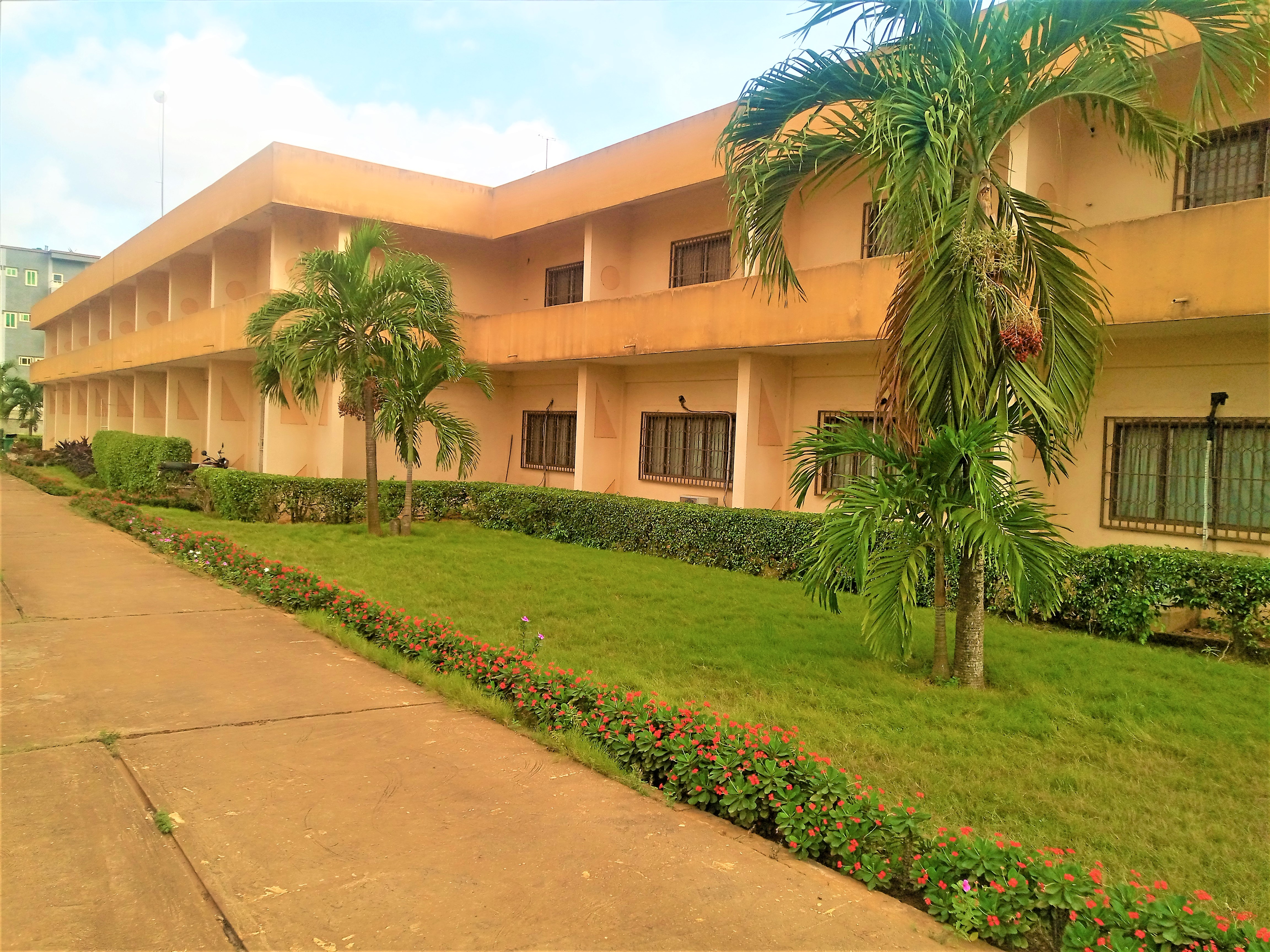
Siège des Archives nationales du Bénin : façade du bâtiment principal

Les archives nationale du Bénin est un établissement public à caractère administratif du gouvernement béninois, qui conservent et valorisent les archives des organes centraux et déconcentrés de l’État, des institutions de la République et des collectivités territoriales, exception faite des fonds d'archives de la Défense Nationale et des affaires étrangères. Elles ont été créées par arrêté du gouverneur de la Colonie du Dahomey, William Merlaud-Ponty, le 3 mars 1914. Dès l'accession du Dahomey (actuel Bénin) à l'indépendance en 1960, la gouvernance des Archives nationales est dévolue à un organisme gouvernemental dénommé direction des archives nationales.

La direction des archives nationales, en tant que service à compétence nationale pour toutes les questions d'archives, est rattachée à la présidence de la république, et placée sous la tutelle du secrétariat général du gouvernement, depuis 1990. Le siège de la Direction des Archives nationales est situé à Porto-Novo , dans le cinquième arrondissement à Ouando. Elle dispose également d'un bâtiment annexe au quartier Ouinlinda dans la même ville, contigu à l’École du patrimoine africain, où sont conservés certains fonds d'archives spécifiques, et où se déploient les activités du Service Éducatif.

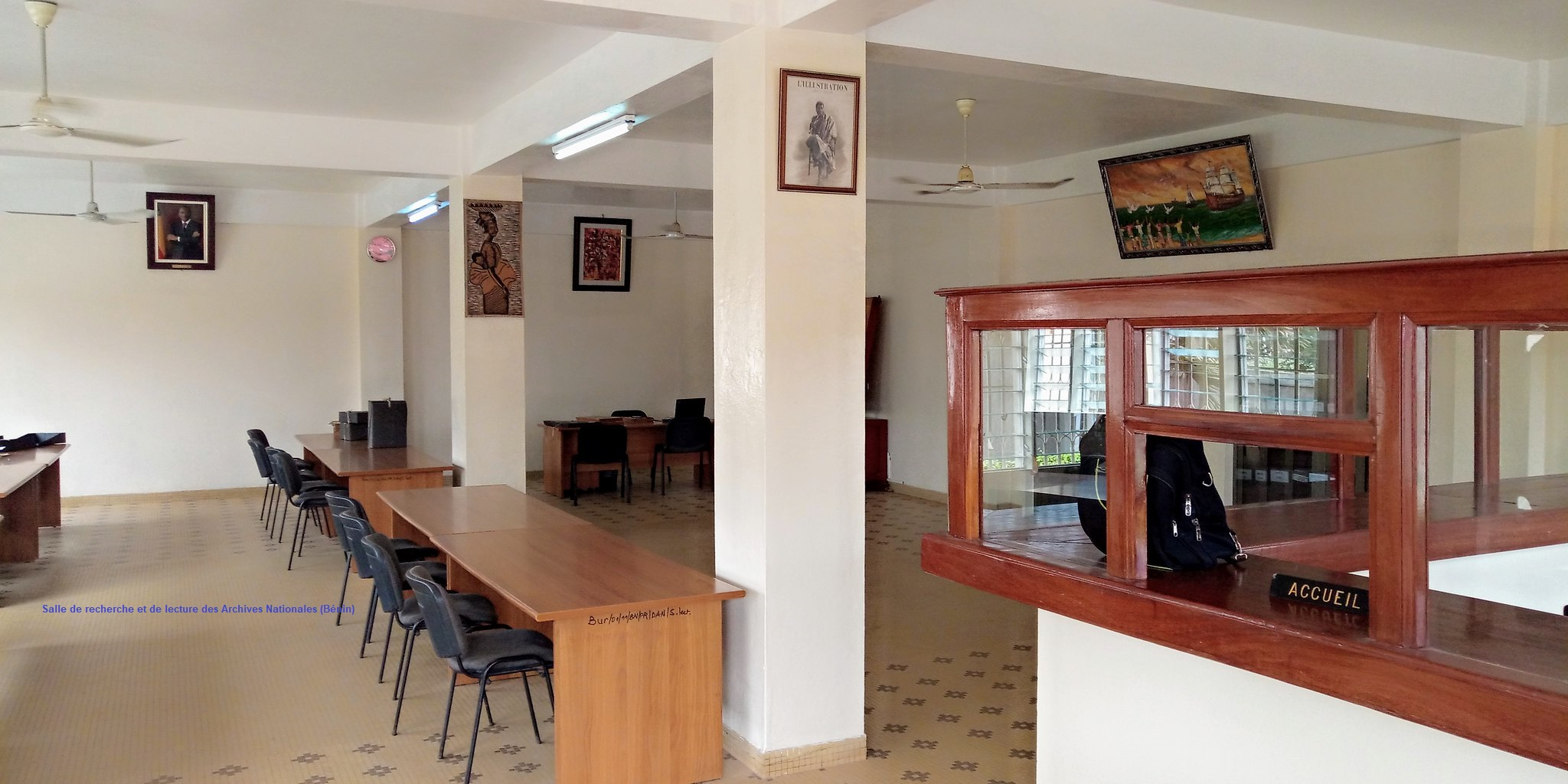
Salle de Recherche et de lecture des Archives nationales (Bénin) - janvier 2021

Les services extérieurs de la Direction des Archives nationales comprennent les dépôts d'archives départementales. Ces services dénommés Direction des Archives Départementales sont installés aux chefs-lieux de ces entités territoriales. Ils sont tenus de recevoir et de gérer les archives des services déconcentrés de l’État ayant leur siège dans le département. Ceux-ci sont tenus de les y verser. Il en va de même des autres archives publiques constituées dans leur ressort ainsi que des archives que les Communes sont tenues, ou décident de déposer aux Archives départementales. La Direction des Archives Départementales peut également recevoir des archives privées.
À l'instar de la défense et des affaires étrangères, "les communes sont propriétaires de leurs archives. Elles en assurent la conservation et la mise en valeur. par ailleurs, "les services d'archives communales sont tenus de recevoir et de gérer les archives des arrondissements ayant leur siège dans la commune. Ceux-ci sont tenus de les y verser.
La direction des Archives nationales est ouverte au public du lundi au vendredi, de 09 heures à 17 heures sans interruption. Ses fonds anciens (ou fonds clos) et une partie de ses archives souveraines sont mis à la disposition des publics, pour la recherche et la lecture. Elle a pour objet de conduire la politique de l’État en matière d'archivage des documents ; de conservation, de protection et de valorisation du patrimoine archivistique de la nation. Sa mission est de concevoir et de mettre en œuvre la Politique nationale de Développement des Archives, en bonne intelligence avec tous les acteurs.

## Historique
La conférence des forces vives de la nation (19-28 février 1990) a entériné le rattachement des Archives nationales à la Présidence de la République. Mais avant cet avènement, les fonds d'archives de la nation ont connu plusieurs tutelles et moult déménagements.

### Arrêté de 1914
Le gouverneur général des colonies, William Merlaud-Ponty, a créé par arrêté du 1er juillet 1913, le Service des archives, instituant dans tous les chefs-lieux des colonies de l’Afrique Occidentale française, un dépôt d’archives. En exécution de cette décision du gouverneur général, le lieutenant-gouverneur de la Colonie du Dahomey (actuel Bénin), Charles Noufflard, crée par arrêté du 3 mars 1914, le Service des Archives du Dahomey.

### Arrêté de 1979
Localisation d'origine des Archives nationales du bénin

### Décret de 2007
La DAN a pour attributions  de conserver, tirer, classer, inventorier et communiquer l’ensemble des documents qui procèdent de l’activité de l’État, des collectivités locales, des entreprises et établissements publics, des organismes privés chargés de la gestion d’un service public et des officiers publics ou ministériels et les archives acquises par l’État ou les collectivités locales sous forme de dons, legs ou achats.

## Organisation des Archives nationales du Bénin
La Direction des archives nationales du Bénin est organisée en Services centraux et Services extérieurs. Les services centraux sont constitués de huit (08) entités (Services) centralisées au siège de la Direction. Ce sont :
- Service Administratif et Financier
- Service de l’Inspection, du Suivi et du Contrôle
- Service de Conservation et de la Communication
- Service des Publications et des Échanges
- Service Éducatif
- Service Technique
- Service des Relations avec le Public
- Service de Versement et de Traitement

Chaque service est missionné pour la mise en œuvre d'une ou plusieurs attributions de la Direction. Ils ont à leur tête des chefs de services hiérarchiquement dépendant du directeur à qui ils rendent régulièrement compte.